# Ronde van Rhodos
De Ronde van Rhodos is een meerdaagse wielerwedstrijd op het Griekse eiland Rhodos. In 1987 werd de wedstrijd voor het eerst georganiseerd, een tweede editie kwam er pas in 1995. In 2017 keerde de wedstrijd na veertien jaar terug op de kalender van de UCI Europe Tour.
In 2001 boekte Fabian Cancellara zijn eerste zege als prof in deze wedstrijd. De Nederlander Martijn Budding won de koers in 2019.
De wedstrijd wordt verreden als drieluik met Visit South Aegean Islands en de Grote Prijs van Rhodos. Beide wedstrijden worden eveneens in maart verreden.